# كاثرين إليزابيث كرون
كاثرين إليزابيث كرون (بالإنجليزية: Katherine Elizabeth Krohn)‏ هي كاتِبة أمريكية، ولدت في 1961.

## وصلات خارجية
- الموقع الرسمي